# Rossy (musicien malgache)
Paul Bert Rahasimanana, plus connu sous le nom de Rossy, est un chanteur et auteur-compositeur malgache, généralement considéré comme l'artiste malgache le plus populaire des années 1990. Débutant sa carrière musicale en tant qu'accordéoniste et chanteur au sein d'une troupe de musique hira gasy traditionnelle, Rossy a innové en fusionnant l'instrumentation et le style vocal "hira gasy" avec des sons rock, funk et folk contemporains pour créer un genre unique de musique populaire contemporaine malgache. Rossy a activement soutenu l'ancien président Didier Ratsiraka à travers des concerts tout au long de sa présidence et a servi au sein du ministère de la Culture pour promouvoir les droits des artistes et la loi sur le droit d'auteur. Lorsque Ratsiraka est tombé en disgrâce à la suite des élections présidentielles malgaches controversées de 2001, Rossy s'est exilé en France tout en continuant sa carrière internationale. À partir de 2008, il est revenu donner des concerts sur l'île où il avait gardé une énorme popularité malgré six ans d'absence, établissant un record toujours d'actualité de 35 000 billets vendus pour une représentation donnée cette année-là. Ses compositions et son style sont fréquemment associés à la période socialiste de Ratsiraka et évoquent généralement un sentiment de nostalgie chez les fans malgaches.

## Biographie

### Premières années
Paul Bert Rahasimanana est né en 1960 dans une famille ouvrière. À l'âge de sept ans, il a reçu un accordéon en cadeau et a commencé à apprendre à jouer. Au début des années 1970, Rahasimanana et un groupe d'amis ont formé un groupe de chant a capella : "Hazo Midoroboka " et ont commencé à chanter des chants de consolation traditionnels ( mamonjy jaobany ) lors des veillées funèbres tenues dans leur quartier d' Ampamarinana dans le district de Mahamasina à Antananarivo. Les personnes en deuil payaient les membres du groupe sous forme de tasses de café et de beignets gratuits. Comme beaucoup d'autres jeunes urbains de la classe ouvrière et des quartiers pauvres, Rossy a également interprété du soava et du vakisova, des genres urbains contemporains (généralement a capella ) qui exprimaient une critique sociale incisive à travers des paroles rappées et chargées d'argot avec un accompagnement complexe de battement de mains. Alors qu'il était lycéen en 1981, il forme son premier groupe, préférant les percussions africaines à la batterie occidentale pour donner le rythme. En 1983, Rossy interprète en public sa première chanson style vakisôva. La représentation s'est déroulée dans la cour de l'historique École Sainte Famille située à Mahamasina en présence de l'animateur de télévision locale Tsilavina Ralaindimby, qui a reconnu le talent du jeune homme. Ralaindimby le porta à l'attention du directeur du Centre Germano-Malgache, suffisamment impressionné pour collaborer avec WDR (le prédécesseur de Radio France Internationale) pour organiser une série de représentations de quatre mois pour Rossy en Allemagne.
La jeunesse de Rahasimanana a été fortement influencée par les courants socio-politiques qui traversaient l'île sous la Seconde République socialiste du président Didier Ratsiraka, conséquences de la décolonisation et des rapports difficiles avec la France (révoltes et répression violente, voire massacres). Le jeune musicien a été façonné par son milieu pauvre, induisant chez lui une préoccupation pour les luttes des classes populaires malgaches et le motivant à s'élever au-dessus des origines modestes de sa famille. Favorablement impressionné par les politiques du parti AREMA du président qui offraient des bourses et d'autres avantages aux jeunes membres défavorisés, Rahasimanana est devenu un partisan précoce et durable du parti et de son président.

### Roi du tapolaka
Après ses premiers concerts à l'étranger en Allemagne en 1983, la popularité de Rossy a continué de croître tant au niveau national qu'à l'étranger. Il s'est produit à l'étranger dans des pays comme les États-Unis, la France, le Japon, la Russie, l'Angleterre et le Canada. Ses spectacles ont permis à Rossy de devenir le premier artiste malgache à initier le public européen tant à Berlin qu'à Paris au genre du salegy, même si Jaojoby continuerait à promouvoir le genre beaucoup plus largement et avec succès. Le soutien ouvert et enthousiaste de Rossy à Ratsiraka tout au long de sa présidence a permis au groupe de Rossy de se produire régulièrement lors des évènements  présidentiels. Pour beaucoup, son groupe en est venu à définir l'ère Ratsiraka.
En 1991, il enregistre son album Island of Ghosts aux Real World Studios de Peter Gabriel en Angleterre. L'année suivante, il fait une tournée en Europe avec Rakoto Frah, un vieux maître de la flûte sodina traditionnelle. En 1994, Bal kabosy, remporte un énorme succès à Madagascar et conduit Radio France Internationale à lui décerner un trophée, le déclarant "Le meilleur ambassadeur de la musique malgache".
En 2001, il a été nommé par Ratsiraka au poste de conseiller culturel.

### Exil en France
Au cours de la campagne de 2001, un conflit  éclate entre Rossy et le candidat de l'opposition, alors maire d'Antananarivo Marc Ravalomanana. Il subit alors l'ostracisme des gardes du corps de Rossy et de partisans influents de Ravalomanana. Rossy choisi alors de passer du temps en France pour permettre au jeu politique de suivre son cours. Lorsque Ravalomanana est finalement déclaré vainqueur de l'élection, Rossy anticipe une nouvelle détérioration de ses relations avec les nouveaux dirigeants politiques, sociaux et économiques de la capitale et a prend la décision de rester avec sa famille en France jusqu'à ce que la situation s'améliore. Il devrat rester six ans en France sans rentrer à Madagascar. Le ministre de la Culture Patrick Ramiaramanana (2007–08) tente d'interdire  concerts de Rossy  à Madagascar. Malgré les frictions entre Rossy et Ravalomanana, les efforts de Ramiaramanana ont été condamnés par le président, qui a relevé le ministre de son poste.
Pendant l'auto-exil de Rossy en France, il a continué de se concentrer sur des projets qui ont élargi ses capacités artistiques. Il a contribué à l'album Vie Sauvage de l'artiste français Antoine, et a donné un concert en 2003 avec Blankass, un groupe de rock français.

### Retour à Madagascar
En 2008, Rossy est retourné à Madagascar, donnant une série de concerts au stade Mahamasina à Antananarivo. Ces concerts ont eu un succès important : le premier a vendu plus de 35 000 billets, nombre qui en 2013 est resté inégalé par tout autre artiste malgache. 
Il vit alors à Antananarivo avec sa famille et donne régulièrement des représentations. 
En février 2018 il fête ses 30 ans de carrière au Palais des Sports de Mahamasina, à Antananarivo.
En 2019, en lien avec les convictions qu'il porte dans ses chansons (social, environnemental), député à l’assemblée législative issue du vote de 2013, il se représente aux élections législatives malgaches  à son poste. 
En outre, il est conseiller culturel de l'administration d'Andry Rajoelina, chef d'État par intérim de la Haute Autorité de transition à la suite de la crise politique malgache de 2009 qui a chassé Ravalomanana du pouvoir, exilé, puis élu et investi le 18 janvier 2019 comme président de la république.
Eté 2021, Il entame une tournée importante initiée lors de la fête nationale qui se poursuit sur la Grande Ile.
En Fevrier 2022, Rossy député demande la réouverture de l'enquête sur le meurtre du colonel Ratsimandrava.

## Style et influences
Le style de Rossy puise ses influences dans les genres musicaux de l'île de Madagascar, notamment le salegy, le kwassa-kwassa, le hira gasy, et le vakisôva, ainsi que des genres étrangers allant du reggae au soukous  à la pop et au rock. L'instrumentation d'une chanson typique de Rossy combine une guitare basse électrique et une batterie avec une variété d'éléments musicaux malgaches, comprenant le plus souvent la section de cuivres d'une troupe hira gasy, une guitare kabosy amplifiée, son accordéon, des instruments folkloriques comme le valiha ou marovany, et les rythmes traditionnels de battement de main prédominants dans des genres locaux tels que le salegy et le vakisôva. Rossy et le supergroupe de folk rock malgache des années 1970 Mahaleo ont été les premiers artistes grand public à intégrer le kabosy dans la musique pop malgache contemporaine.
L'accordéon est l'instrument préféré de Rossy et celui qu'il joue le plus souvent lui-même lors de performances live. Il est également doué pour la flûte sodina, la guitare et la valiha.
Comme beaucoup d'autres jeunes urbains qui grandissent dans les quartiers populaires d'Antananarivo, Rossy improvise souvent de façon informelle avec ses amis pour créer des chansons dans le genre vakisôva. Ce genre musical malgache contemporain se caractérise par une critique politique et sociale, a capella dans un style rythmique proche du rap sur des battements de mains complexes . Longtemps après que le vakisôva ait lancé sa carrière, Rossy a continué à s'appuyer sur ses rythmes et ses sensibilités pour exprimer une critique politique et sociale audacieuse tout en capitalisant sur le divertissement et la danse. Quand il a atteint sa popularité nationale sous son nom de scène Rossy au début des années 1990, il avait déjà la réputation de dire la vérité au pouvoir et de ne pas avoir peur d'aborder des questions sensibles à travers sa musique. De nombreuses chansons de Rossy sensibilisent à des problèmes tels que la dégradation de l'environnement et la mauvaise gouvernance.

## D'autres activités
Le studio d'enregistrement Studio Pro a été créé par Rossy à Antananarivo pour améliorer la qualité des enregistrements musicaux produits localement, et pour fournir aux artistes locaux un meilleur accès à des installations d'enregistrement à faible coût et de haute qualité Ceci a permis à des artistes aux moyens limités, tels la troupe hira gasy Ramilison Fenoarivo, d'enregistrer et de distribuer leur production avec un certain succès commercial.
Rossy a également travaillé à promouvoir la musique malgache en organisant de nombreux concerts, festivals de musique et événements de danse mettant en valeur les diverses traditions musicales de l'île.
En novembre 2012, Rossy a ouvert Le Toit de la culture, un centre de promotion des arts culturels traditionnels malgaches. Situé dans un bâtiment du complexe Mahamasina Stadium, le centre accueille régulièrement des événements artistiques et abrite une école d'interprétation d'accordéon malgache.

## Discographie
| Titre                                                       | Sortie | Label               | Pistes (Longueur) |
| ----------------------------------------------------------- | ------ | ------------------- | ----------------- |
| Mitapolaka                                                  | 2011   | Studio ProRossy     | 12 (43:55)        |
| Ino Vaovao                                                  | 2007   | Studio ProRossy     | 12                |
| Gasy'car (Tsarabest of Rossy)                               | 2002   | Mélodie             | 12 (54:51)        |
| Lehibe ny ankizy                                            | 2001   | -                   | 13                |
| Iaô !                                                       | 2000   | Studio ProRossy     | 14 (50:22)        |
| Aoira                                                       | 1998   | Mars                | 10 (42:05)        |
| Léra                                                        | 1996   | Éditions Pro        | 13 (49:46)        |
| Bal Kabosy                                                  | 1994   | Mars                | 10 (41:28)        |
| Madagascar Spirit                                           | 1993   | Anima Music         | -                 |
| Madagascar I                                                | 1993   | Globe Style Records | -                 |
| One Eye on the Future, One Eye on the Past                  | 1992   | Shanachie           | 17 (64:00)        |
| Island of Ghosts                                            | 1991   | Real World          | 17 (48:20)        |
| Madagascar                                                  | 1988   | Celluloïd           | 19 (69:47)        |
| Nehmt die Kabosy, spielt die Valiha : Lieder aus Madagaskar | 1983   | Fun Records         | -                 |